# Рудорф, Адольф Август Фридрих
Адольф Фридрих Август Рудорф (нем. Adolf August Friedrich Rudorff; 21 марта 1803, Меринген, Ганновер — 14 февраля 1873, Берлин) — немецкий юрист, отец Эрнста Рудорфа.

## Биография
Рудорф посвятил себя изучению трудов особенно Карла Фридриха Эйхгорна, Риббентропа, и особенно Фридриха Карла фон Савиньи, получив высшее юридическое образование и работал с 1825 года в качестве лектора, ассоциированным членом по 1829 года и с 1833 года, как профессор в Берлине. До 1872 года он продолжил своё обучение в Берлине. В 1852 году он был назначен в Тайный совет юстиции, с 1860 года член Берлинской академии.
Кроме того, многие статьи в журналах, планы лекций и новые издания произведений Георга Фридриха Пухта и Савиньи, он опубликовал:
- право опеки. 2. Объёмы. Берлин, 1832—1834.
- римской правовой истории. 2-х томах. Лейпциг, 1857—1859.
- Эдикты увековечены Сюнт reliqua quae. Лейпциг, 1869

С Фридрихом Блумом, Карлом Лахманном и Теодором Моммзеном, он участвовал в издании трудов римских геодезистов (2 тома, Берлин 1848—1852). С 1842 года он был одним из учредителей-редакторов журнала «История права».